# Muzeul municipal din Curtea de Argeș
Muzeul municipal este un monument istoric aflat pe teritoriul municipiului Curtea de Argeș. 

## Istoric și trăsături
Construcția a fost ridicată pentru a servi ca spital orășenesc, în compoziția și arhitectura specifică acestui program, încercând să armonizeze dispoziția de factură clasică a spațiilor, cu detalii de factură neoromânească. Aspectul clădirii este în prezent alterat de coloritul ultimei renovări și de rezolvarea lucarnelor acoperișului.

## Stema de piatră a voievoduluiNeagoe Basarabde la Muzeul orașului Curtea de Argeș
Una dintre cele două steme de piatră care proveneau din turnul clopotniță dispărut al Mănăstirii Argeș, a aparținut voievodului Vlad Dracul, bănuit a fi ctitorul primei biserici de pe acel loc, al doilea locaș al Mitropoliei. Cealaltă stemă a aparținut voievodului Neagoe Basarab și ea fost încastrată în noul turn înălțat de acest voievod o dată cu întregul complex monastic zidit din temelie, care a înlocuit în întregime vechea așezare religioasă. Vechea stemă, cea a lui Vlad Dracul, a fost reutilizată ca simplă piatră de construcție, fie pentru pentru că simbolul pe care îl prezenta - un dragon învingând un animal fantastic  cu trăsături leonine și care era în realitate cel al unui ordin creștin, antiotoman - nu mai găsea înțelegere la începutul secolului al XVI-lea în Țara Românească, când balaurul era văzut zăcând sub lancea triumfătoare a Sf. Gheorghe, fie pentru că Neagoe nu considera necesar să perpetueze însemnul unei familii rivale. Iată de ce, ca o replică dată stemei antecesorului său, Neagoe își concepe propria-i pecete în piatră nu ca o reprezentare a însemnului Țării Românești și a urmașilor lui Neagoe Basarab, cunoscute pasăre conturnată, pe care Radu cel Mare o hotărâse mănăstirii Dealu în 1488, ci ca o compoziție heraldică originală, care nu se lega nici de trecutul țării, nici de cel al familiei sale și prin urmare rămasă ca un unicat. În stema lui Neagoe Basarab, dragonul nu mai apare învingător, ci ucis de cornul unei vietăți victorioase.
„Din punct de vedere artistic, cele două steme de piatră, de mărimi diferite, înfățișează sculpturi realizare în viziuni compoziționale proprii. Dragonul din stema lui Vlad Dracul  apare cu un trup scurt și gros, mergând către rotund, o coadă cu o rădăcină puternică, cu picioare lungi, prezentând trei gheare. Mișcarea de atac este stângace, repartiția nearmonioasă, iar lipsa de fluență a volumelor face compoziția greoaie. Dragonul stemei lui Neagoe Basarab desfășoară  un trup lung și sinuos, înscriindu-se într-o semilună, o coadă cam de aceeași grosime până la vârf, picioare scurte și groase, cu vârfurile labelor ușor trifurcate. Zvâcnirea acestui animal străpuns de corn se simte chiar în torsiunea stilizată pe care i-o imprimă meșterul”.
Însăși tehnica și factura celor două sculpturi este diferită: în cea a dragonului învingător (a lui Vlad Dracul), avem de-a face cu un fel de mėplat în care meșterul s-a mulțumit să scobească anumite porțiuni ale pietrei pentru a lăsa altele în relief, după un desen greoi și nesigur, cu forme nu suficient diferențiate, în vreme ce sculptura executată de meșterii lui Neagoe Basarab este lucrată în tehnica „en creux”, cu modelarea îngrijită a formelor, după un desen compus armonic, elegant și veridic, în care volumele și mișcările distincte se înlănțuie într-un tot unitar.
Dacă emblema de pe stema lui Vlad Dracul se leagă de ordinul Dragonului din care voievodul al Țării Românești făcea parte, lupta înfățișată pe stema lui Neagoe Basarab între țapul unicorn și dragon are de asemenea o semnificație simbolică majoră, pe care ctitorul mănăstirii argeșene ținea să o prezinte pe turnul intrării în incintă.
O primă observație pornește de la elementul comun al celor două steme, pe rând, învingător și învins în cele două sculpturi. Intenția de replică a lui Neagoe Basarab este evidentă și ea poate fi asociată cu destinul pe care l-a hărăzit acest voievod stemei înaintașului său, amestecată cu pietrele de construcție ale turnului. El a urmărit să reprezinte îngenuncheat dragonul exaltat de Vlad Dracul.
Din cele două animale înfățișate pe stema lui Vlad Dracul, unul singur, dragonul reprezenta emblema cavalerească a voievodului, celălalt fiind o anexă fără valoare heraldică intrinsecă. Scopul acestei reprezentări secundare era de a pune în valoare semnificația emblemei propriu-zise, semnificație care - având în vedere reputația negativă a dragonului în iconografia creștină - apărea astfel evidentă. 
Sfidând regulile heraldice, Neagoe Basarab și-a compus o stemă în care, replicând antecesorului său, a înfățișat un dragon, străpuns de un țap cu corn. De data asta el nu a introdus în compoziție și o emblemă, cum a procedat Vlad Dracul, ci a neglijat simbolurile sale, pentru sublinierea unui însemn, care a în propria sa intenție depășea importanța vreunui ordin, căpătând, în schimb, valoarea ecumenică a întregii ortodoxii.
Neagoe Basarab a transpus din Biblie un simbol adecvat pentru ideea pe care urmărea să o ilustreze. În cartea lui Daniil (8,3-7), apare animalul mitic reprezentat și în stema lui Neagoe Basarab: „Am ridicat ochii, m-am uitat și iată că într-un râu stătea un berbec și avea două coarne...Am văzut cum berbecele împungea cu coarnele spre apus spre miazănoapte și spre miazăzi; nicio o fiară nu putea să-i stea împotrivă... Pe când mă uitam cu băgare de seamă, iată că a venit un țap de la apus și a cutreierat toată fața pământului fără să se atingă de el; țapul acesta însă avea un corn mare între ochi... A venit până la berbecele care avea coarne și s-a repezit asupra lui cu toată puterea lui... a izbit pe berbece...l-a trântit la pământ și l-a călcat în picioare, și nimeni n-a scăpat pe berbece din mâna lui...Berbecele pe care l-ai văzut, cu cele două coarne, sunt împărații Mezilor și Perșilor. Țapul însă era împărăția Greciei, și cornul cel mare dintre ochii lui este cel dintâi împărat...”. 
Într-o lucrare mai recentă, Dan Zamfirescu (Învățăturile lui Neagoe Basarab) a arătat că pasajele din romanul popular Alexandria, care se găsesc în Învățăturile lui Neagoe Basarab, provin dintr-o versiune sârbească. Or, în Alexandria se găsește profeția lui Daniil, reprodusă mai sus, într-o versiune mai apropiată de reprezentarea din stema lui Neagoe. Iată pasajul cu pricina: „Când va fi cursul anilor 5200 eși-va inorogul” (în versiunea sârbească „țapul cu corn” „edinorog cozl”) „și va goni pe toți pardoșii de la apus și va merge la berbecele cel mare ce-i ajung coarnele până la cer (Darie) și-l va junghia inorogul la inimă și se vor cutremura limbile”.
Prin urmare, nu din Biblie, ci din Alexandria sârbească preia Neagoe pasajul profeției lui Daniil, unde țapul cu corn, reprezentând pe Alexandru, împunse în inimă berbecele, simbolul lui Darius, împăratul perșilor.
Faptul că Neagoe Basarab substituie berbecelui, dragonul din stema lui Vlad Dracul, conferind un caracter de replică stemei sale, ne vădește aceeași libertate compozițională, ca și a predecesorului său, care adaugă animalul fantastic, cu trăsături leonine, emblemei prestabilite a dragonului. Stema lui Neagoe a fost pictată în culori simbolice, țapul în roșu, culoarea imperiului bizantin și a sfinților militari martiri, dragonul în verde demonic.
În mod paradoxal, stema lui Neagoe Basarab care urmărea în intenția acestui voievod să afirme înfrângerea și nu victoria balaurului, continua în realitate tradiția aceleiași lupte antiotomane pe care o purtase și Vlad Dracul. 

## Imagini din exterior

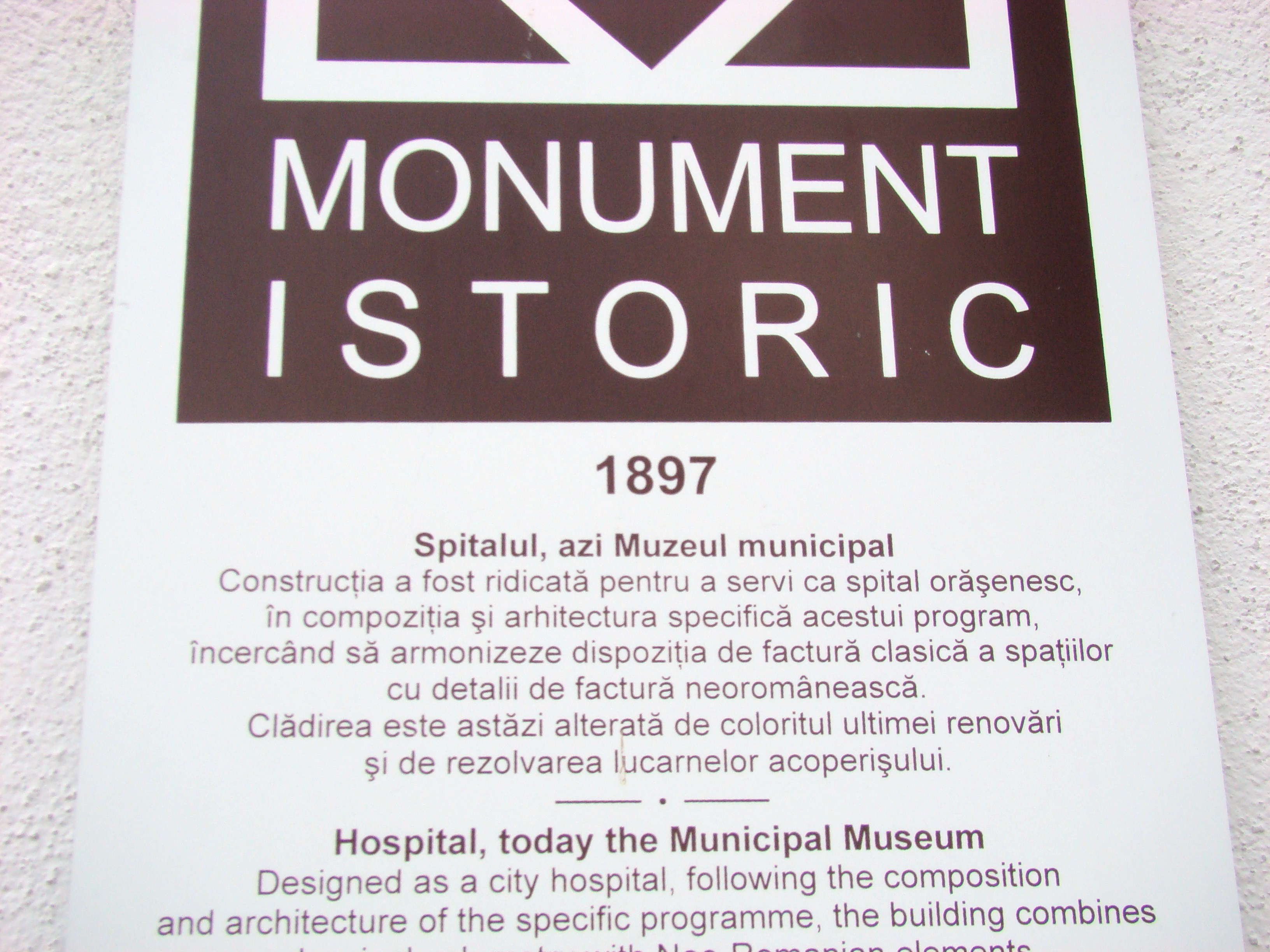
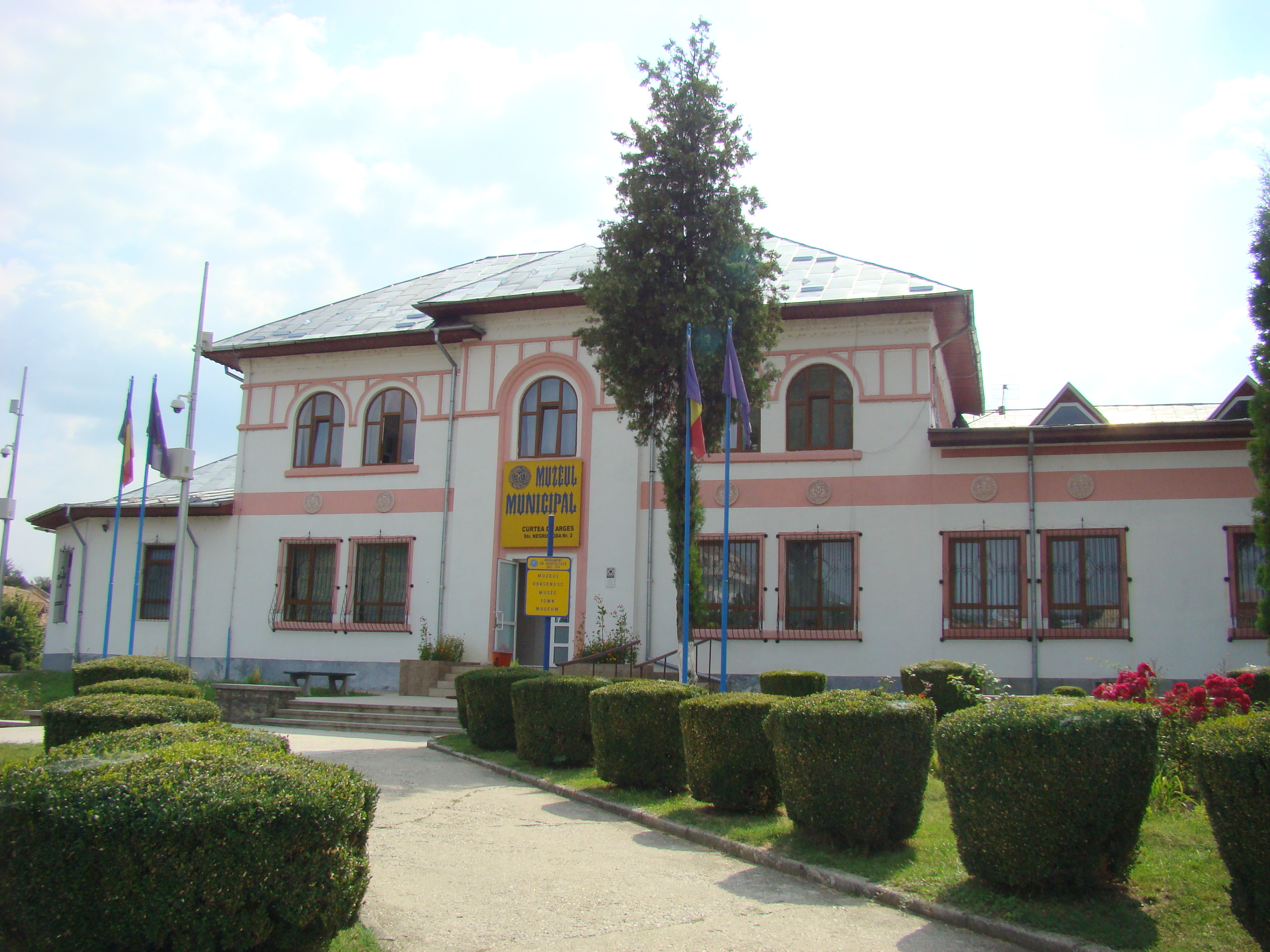
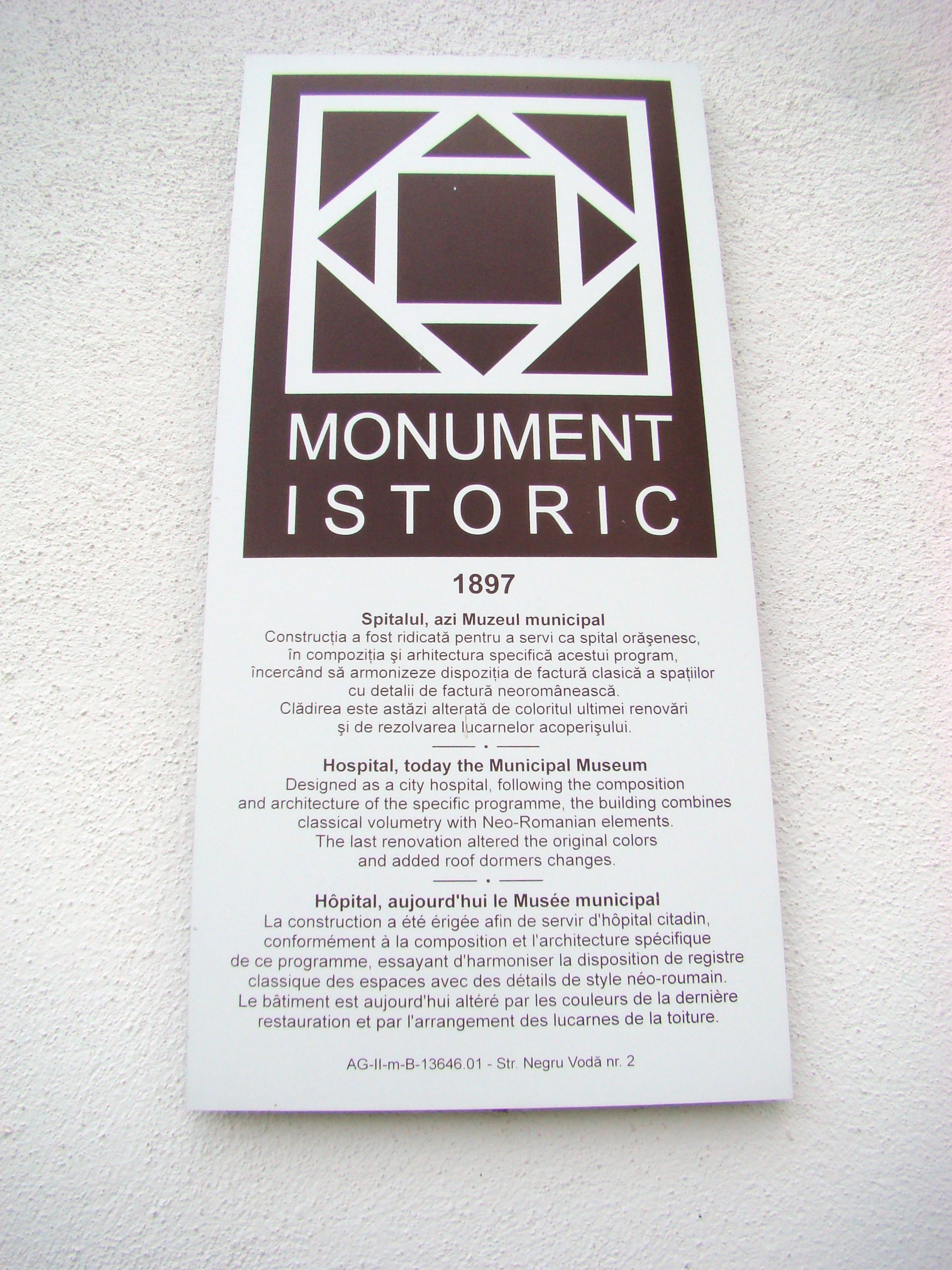

## Vezi și
- Curtea de Argeș